# 巴尼卡內納爾哈瓦
16°56′56″N 1°45′2″W / 16.94889°N 1.75056°W
巴尼卡內納爾哈瓦（法語：Banikane Narhawa），是馬里的城鎮，位於該國中部，由通布圖區的尼亞豐凱省負責管轄，面積553平方公里，2009年人口24,193，人口密度每平方公里44人。